# Contea di Kent (Michigan)
La contea di Kent, in inglese Kent County, è una contea dello Stato del Michigan, negli Stati Uniti. La popolazione al censimento del 2000 era di 593 898 abitanti. Il capoluogo di contea è Grand Rapids.